# Кошкуль, Йози фон
Баронесса Йозефа Бенита «Йози» фон Кошкуль (нем. Josepha Benita „Josi“ von Koskull; 22 июня 1898, Вентспилсский район, Курземе — 1996, Берлин) — русско-немецкая писательница и переводчица с русского языка.

## Биография
Родилась в 1898 году в Виндавском уезде Курляндской губернии Российской империи (ныне Вентспилсский край, Латвия) в семье барона Александра фон Кошкуля и его супруги Гермины-Екатерины, урождённой баронессы фон Нолькен. Получила сперва домашнее образование под руководством репетиторов, а затем, с 1911 года училась в школе-интернате для благородных девиц поблизости от Везенберга Эстляндской губернии (ныне Раквере, Эстония).
В период революции и Гражданской войны в России эмигрировала в Германию и в 1921 году поселилась в Веймаре. В 1944 году была схвачена Гестапо и заключена в тюрьму по подозрению в соучастии в покушении полковника Штауффенберга на Адольфа Гитлера.  
После окончания войны смогла вернуться к активной творческой деятельности. Во-второй половине 1940-х годов Йози фон Кошкуль написала на немецком языке и издала биографическую книгу о юности Пушкина — «Der junge Puschkin» («Молодой Пушкин», 1948) и перевела на немецкий язык ряд его произведений: «Дубровский» (1946), «Граф Нулин» (1947), «Станционный смотритель» (1949, непонятное для немецкой публики название пришлось заменить на «Почтмейстер»).
Переводила на немецкий язык произведения Чехова («Каштанка»), Николая Лескова (в том числе, «Очарованный странник»), Константина Паустовского («Далёкие годы», «Беспокойная юность», «Время больших ожиданий»), Глеба Успенского («Нравы Растеряевой улицы», «Новые времена, новые заботы», «Разоренье. Очерки провинциальной жизни»), Николая Чуковского (роман «Балтийское небо»; экранизирован) и др.
Некоторые фрагменты воспоминаний Йози фон Кошкуль доступны онлайн (на немецком языке):
- Хрустальная ночь в Берлине
- Цензура писем в годы Второй мировой войны
- Нацистская расовая политика и преследование евреев
- Генерал Линдеманн и покушение 20 июля
- Бомбардировки Берлина

Скончалась Йози фон Кошкуль в 1996 году в Берлине.